# مركبة إنزال

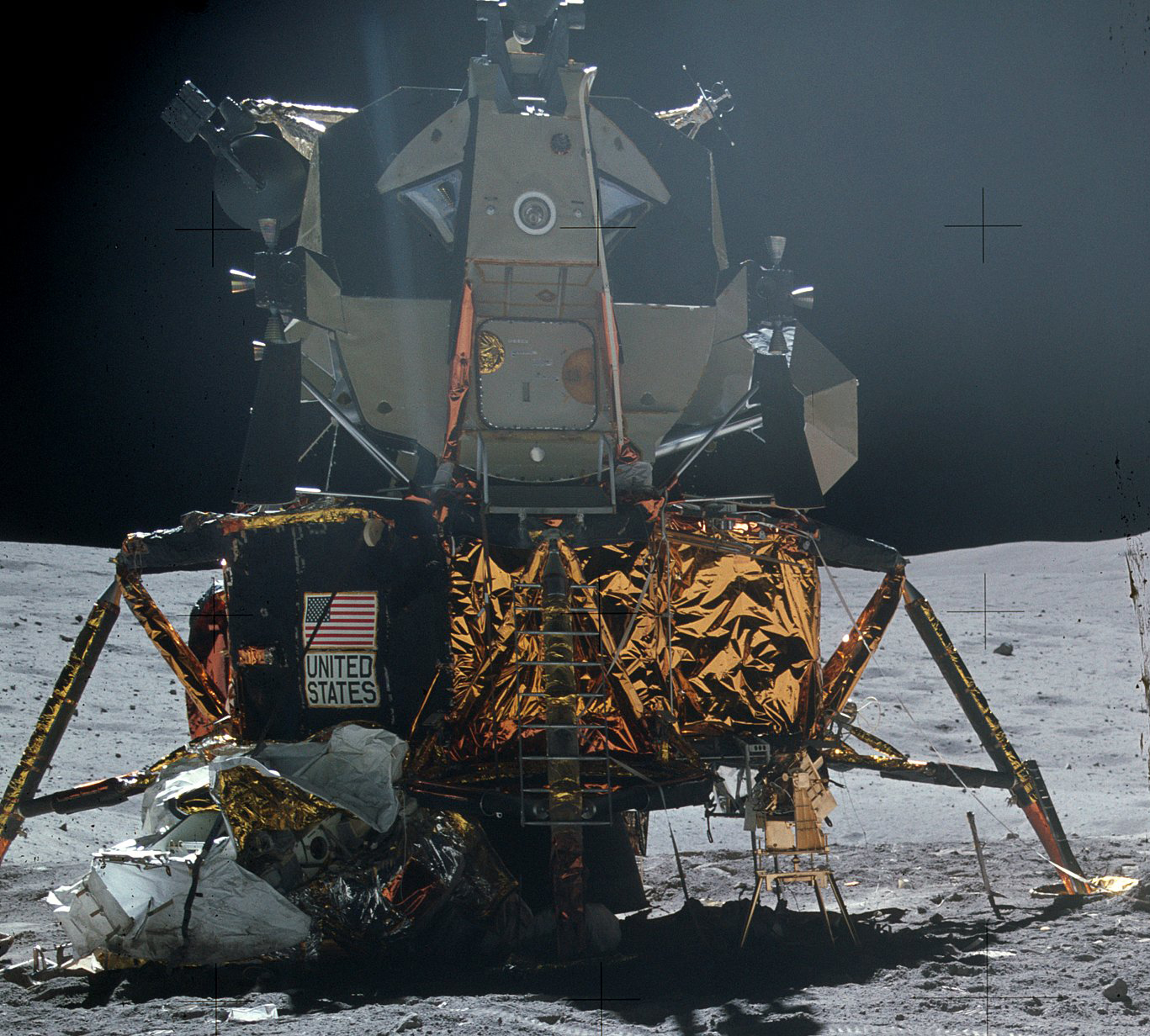
المركبة القمرية (أوريون) على سطح القمر أبولو 16.

مركبة الإنزال أو الهابطة (بالإنجليزية: Lander spacecraft) هي مركبة فضائية تُطلَق من الأرض محمولة على صاروخ حامل في اتجاه جرم فلكي لتهبط علية وتستقر على سطحه. لاندر Lander تعني الهبوط الناعم بحيث تبقى مركبة الإنزال نشطة بعد الهبوط على السطح. أحد تلك المركبات كانت مركبة الهبوط على القمر التي نزل بها رواد الفضاء على سطح القمر. بالنسبة إلى الأجرام الفلكية التي لها غلاف جوي، يحدث الهبوط بعد الدخول الجوي وتعتبر مركبة الإنزال في هذه الحالة مركبة هبوط حيث قد تستخدم مركبة الإنزال مظلات هبوط لإبطاء والحفاظ على سرعة نهائية منخفضة والاستقرار على سطح الكوكب بسلام. لم تستخدم مركبة الهبوط على القمر مظلات للهبوط حيث لا يوجد جو ولا غازات على القمر لصغره (فقد القمر غلافه الجوي منذ قديم الأزل حيث لم تستطع جاذبيته الصغيرة الاحتفاظ بغلافه الجوي)؛ ولكنها نزلت على سطح القمر بواسطة محركات صاروخية صغيرة تعمل عكسيا بحيث تخفض من سرعة هبوط مركبة الإنزال لتستقر على السطح بسلام.
ابتكرت طرق متعددة لتحقيق الهبوط بالتحكم والسيطرة على سرعة الهبوط والاستقرار معتدلا بنظم هبوط أخرى تـُختار بحسب الحاجة والظروف. فبعض المسبارات الفضائية التي أرسلت إلى المريخ - وهو كوكب ذو غلاف جوي خفيف - اختيرت طريقة تغليف المسبار بوسائد هوائية تحيطه وتحفظه من الاصطدام العنيف بسطح المريخ . اتبع هذا مع لونا 9 ومارس باثفايندر ومع سبيريت وأبورتيونيتي. كما اتبع نظام آخر للهبوط على مذنب: فالمذنب صغير ويتسم بجاذبية غاية في الضعف لا يقوى على الحفاظ على ما يسقط عليه، إذ يرتد منه إلى الفضاء. في تلك الحالة وقع الاختيار على تزويد المسبار بمحركات صاروخية صغيرة تعمل في اتجاه عكسي بحيث تيسر هبوطا هادئا على سطح المذنب وفي نفس الوقت تنطلق من المسبار رمحا صغيرا يشبك المسبار في أرضية المذنب. أتبعت تلك الطريقة في الهبوط على المذنب شوريموف-غيرايزمنكو أو مذنب 67P .
عندما يتم التخطيط لهبوط بسرعة عالية ليس فقط لمجرد تحقيق الوصول للسطح ولكن لدراسة الآثار المترتبة من الاصطدام، وتسمى المركبة الفضائية في هذه الحالة مسبار متصادم.
في بعض الحالات يرغب الباحثون في إحداث اصطدام عنيف على سطح مذنب مثلا، أي يرسلون مركبة فضائية عليها أجهزة قياس وتحمل معها كتلة مثل النحاس تطلقها حين وصولها إلى المذنب عليه، وتقوم بتصوير الاصطدام من أعلى وتحليل المواد الصاعدة منه. في تلك الحالة تسمى الكتلة «مصادم» impactor.
قام الباحثون من دول كثيرة بإرسال مركبات إنزال عديدة أو مصادمات بغرض استكشاف طبيعة أجرام فلكية عديدة، مثل القمر وكواكب الزهراء والمريخ وعطارد، وكذلك إلى قمر زحل المسمى تيتان، وأرسلت أيضا إلى مذنبات وكويكبات.

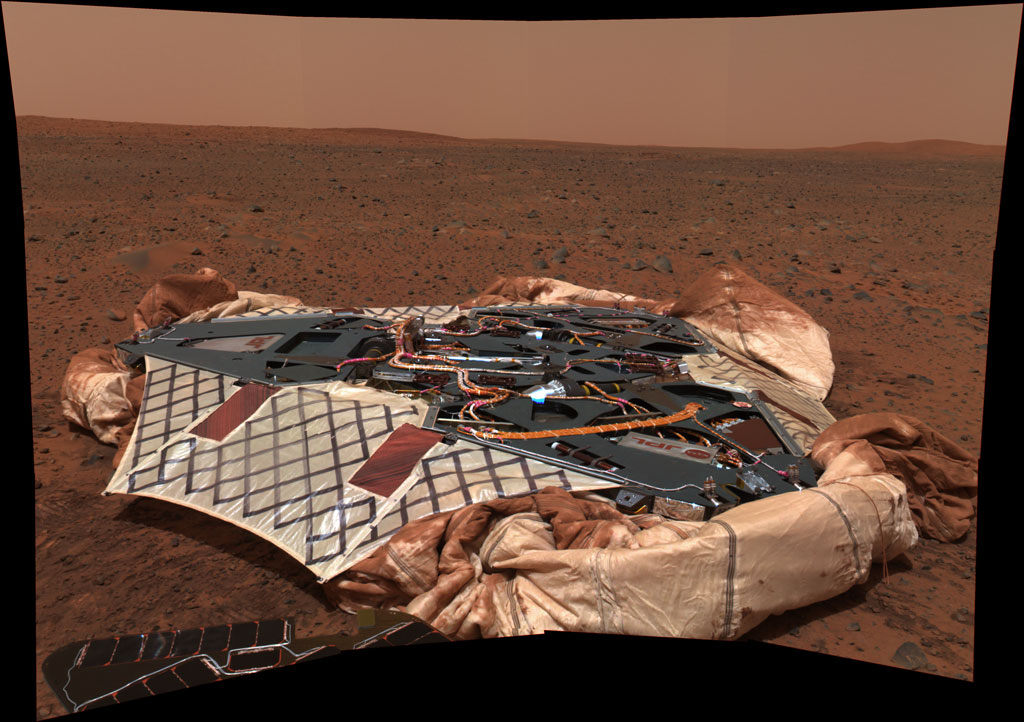
صورة لقطها مسبار سبيريت لوسادة هبوطه بعد وصولهما إلى المريخ 19/18 يناير 2004 (Spirit Sol 16)

## مركبات الإنزال

### مركبات الهبوط على القمر
هذا يشمل البعثات المأهولة وغير المأهولة (الروبوتية) على حد سواء. وكانت أول مركبة من صُنع الإنسان تصل إلى سطح القمر هي المركبة الفضائية لونا 2 التابعة للاتحاد السوفيتي في 13 سبتمبر 1959. هناك عدد من المجسات التي أرسلت للقمر، مثل البرنامج لونا السوفياتي وبرنامج رانجر الأمريكي، وتم تصميم المجسات الفضائية الأولى لتطير مباشرة نحو القمر في مهمات انتحارية لتصوير سطح القمر وتقوم بإرسال الصور إلى الأرض حتى لحظة الاصطدام بسطح القمر ودراسة تأثير الأصطدام بالسطح. في عام 1959 لونا 1 فشلت في الوصول للقمر، لونا 2 المسبار الثاني الذي أطلقه الاتحاد السوفيتي إلى القمر ضمن برنامج لونا لاستكشاف القمر. كان أوّل آلة من صنع البشر تصل إلى سطح القمر. أول وصول ناجح لمركبات رينجرز عبر رانجر 4 أطلقت في 23 أبريل 1962 واصطدمت بالقمر في 26 أبريل 1962.

### مركبة الهبوط القمريةLunar module

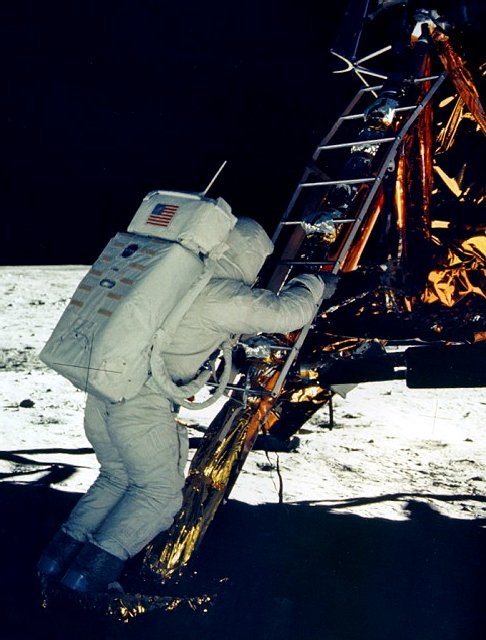
صورة بز ألدرن وهو يغادر المركبة القمرية أبولو 11.

مركبة إنزال فضائية أمريكية تحمل رائدي الفضاء للهبوط على القمر، ثم إقلاعهم بعد انتهاء بعثتهم على القمر إلى مدار حول القمر، لملاقاة والالتحام مع وحدة الخدمة، وأخذهم عائدين إلى الأرض. بدأت ناسا تصميم المركبة القمرية في الستينيات من القرن الماضي، ثم وكّلت شركة غرومان للطيران عام 1963 ببناء المركبة، وقد تم إنتاج 16 مركبة من هذا النوع.

## الزهرة

### المحاولات المبكرة

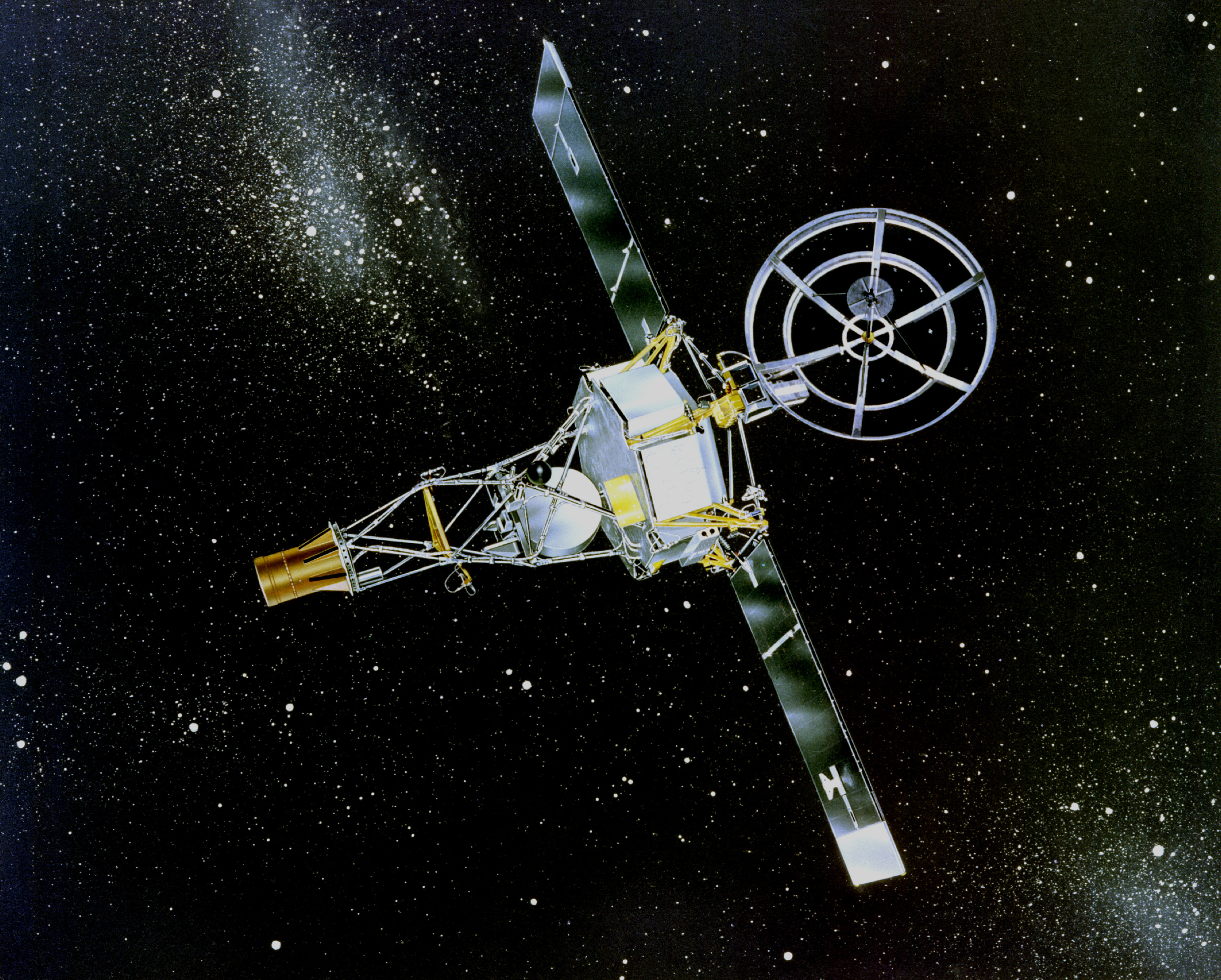
مارينر 2.

كانت أول مهمة كوكبية في 21 فبراير 1961 بإطلاق المسبار فينيرا 1 ضمن برنامج فينيرا السوفيتي. وقد أطلق فينيرا 1 باتجاه مساري مباشر، لكن فقد الاتصال بالمسبار بعد 7 أيام من إطلاق المسبا.

### دخول الغلاف الجوي
نجح المسبار السوفيتي فينيرا 3 في الهبوط على سطح الزهرة في 1 مارس 1966، ليكون أول مركبة فضائية تنجح في الهبوط على سطح كوكب، إلا أنه فشل في الاتصال بالأرض بعد هبوطه وبالتالي لم يرسل أي بيانات عن سطح الزهرة. ليتم اللقاء التالي بين الزهرة والمركبات الفضائية في 18 أكتوبر 1967 عندما نجح فينيرا 4 في دخول الغلاف الجوي للزهرة، والقيام بالعديد من التجارب العلمية.

## المريخ
المسبار المريخ 1962B السوفييتي أول بعثة مقامة على الأرض تهدف للوصول إلى سطح المريخ كمسبار تصادم في عام 1962. مسبار مارس 3 السوفييتي كانت أول مركبة هبوط ناعم ترسل لكوكب المريخ ولكن التواصل انقطع في غضون دقيقة بعد الهبوط، الذي حدث خلال واحدة من أسوأ العواصف الترابية منذ بداية عمليات رصد الكوكب الأحمر بالتلسكوبات.
فايكينغ 1 كانت أوّل مركبة فضائية أرسلت إلى المريخ كجزء من برنامجِ فايكينغ لوكالة الفضاء الأمريكية ناسا وسجل فايكينغ 1 المهمة الأطول على سطح المريخ والتي استغرقت 6 سنوات و116 يومِ (من الإنزال حتى إنهاء المهمّة) بحساب التوقيت على كوكب الأرض.

## عطارد

### الرحلات الفضائية إلى عطارد
| المركبة الفضائية | الحدث          | التاريخ              | وكالة الفضاء                                       |
| ---------------- | -------------- | -------------------- | -------------------------------------------------- |
| مارينر 10        | أطلقت          | تشرين الثاني 1973    | ناسا                                               |
|                  | أول اقتراب     | آذار 1974            |                                                    |
|                  | ثاني اقتراب    | أيلول 1974           |                                                    |
|                  | ثالث اقتراب    | آذار 1975            |                                                    |
| ميسنجر           | أطلقت          | آب 2004              | ناسا                                               |
|                  | أول اقتراب     | 14 كانون الثاني 2008 |                                                    |
|                  | ثاني اقتراب    | 6 تشرين الأول 2008   |                                                    |
|                  | ثالث اقتراب    | 30 أيلول 2009        |                                                    |
|                  | وضع على المدار | آذار 2011            |                                                    |
| ببي كولومبو      | أطلقت          | مخطط في آب 2014      | وكالة الفضاء الأوروبية/منظمة بحوث الفضاء اليابانية |

يَفرض الوصول إلى عطارد تحديات تقنية كثيرة، حيث أن الكوكب قريب جداً من الشمس، كما أن المركبة الفضائية المنطلقة من الأرض يجب أن تقطع مسافة 91 مليون كيلومتر باتجاه الشمس وجاذبيتها. كما أن عطارد له سرعة مدارية تعادل 48 كم في الثانية، بينما الأرض تملك سرعة مدارية مقدارها 30 كم في الثانية لذلك فيَجبُ على المركبة الفضائية أن تغير سرعتها بشكل كبير لتستطيع الدخول إلى مدار هوهمان الانتقالي القريب من عطارد.

## اقرأ أيضا
- تشانغ إي-3
- وحدة تسخين بالنظائر المشعة
- مركبة تحكم عن بعد
- هايابوسا 2 مركبة فضائية